# Тенис мастерс куп 2012.
Тенис матерс куп (енгл. ATP World Tour Finals) је последњи тениски турнир сезоне, који је игран у О2 арени у Лондону између 5. и 12. новембра. Играју га само 8 најбоље рангираних тенисера. Бранилац титуле у синглу је Роџер Федерер, а у дублу Макс Мирни и Данијел Нестор. Турнир се играо на брзој тврдој подлози.

## Квалификације
Квалификација за турнир се одвија на основу АТП трке током целе године.

### Појединачно
Златном бојом су означени учесници. 
 Сребрном бојом су означене резерве. 
| АТП трка на дан 5. новембра 2012. | АТП трка на дан 5. новембра 2012. | АТП трка на дан 5. новембра 2012. | АТП трка на дан 5. новембра 2012. |
| #                                 | Тенисер                           | Поени                             | Турнира                           |
| --------------------------------- | --------------------------------- | --------------------------------- | --------------------------------- |
| 1                                 | Новак Ђоковић                     | 11,420                            | 17                                |
| 2                                 | Роџер Федерер                     | 9,465                             | 20                                |
| 3                                 | Енди Мари                         | 7,600                             | 19                                |
| 3                                 | Рафаел Надал                      | 6,795                             | 19                                |
| 5                                 | Давид Ферер                       | 6,030                             | 24                                |
| 6                                 | Томаш Бердих                      | 4,405                             | 23                                |
| 7                                 | Хуан Мартин дел Потро             | 4,080                             | 22                                |
| 8                                 | Жо-Вилфрид Цонга                  | 3,490                             | 25                                |
| 9                                 | Јанко Типсаревић                  | 2,990                             | 27                                |
| 10                                | Николас Алмагро                   | 2,515                             | 27                                |
| 10                                | Ришар Гаске                       | 2,515                             | 23                                |

Рафаел Надал је одустао због повреде колена.

### Парови
| Позиција. | Позиција.                             | Позиција. | Позиција. |
| #         | Пар                                   | Поени     | Турнира   |
| --------- | ------------------------------------- | --------- | --------- |
| 1         | Боб Брајан Мајк Брајан                | 9,485     | 22        |
| 2         | Макс Мирни Данијел Нестор             | 6,675     | 20        |
| 3         | Леандер Паес Радек Штјепанек          | 6,265     | 12        |
| 4         | Роберт Линдстет Орија Текау           | 5,965     | 23        |
| 5         | Махеш Бупати Рохан Бопана             | 4,455     | 22        |
| 6         | Марк Лопез Марсел Гранољерс           | 4,360     | 18        |
| 7         | Ајсам-ул-Хак Куреши Жан-Жилијен Ројер | 4,115     | 24        |
| 8         | Маријуш Фирстенберг Марћин Матковски  | 3,690     | 23        |
| 9         | Колин Флеминг Рос Хачинс              | 2,420     | 25        |
| 11        | Џонатан Мареј Фредерик Нилсен         | 2,180     | 6         |

## Резултати

### Појединачно
Новак Ђоковић је победио  Роџера Федерера са 7-6(6), 7-5.

### Парови
Марк Лопез /  Марсел Гранољерс су победили  Махеша Бупатија /  Рохана Бопану са 7-5, 3-6, [10-3].